# Autocontratación
La autocontratación es un acto jurídico o modalidad del mismo en el cual una sola persona interviene en un contrato haciendo las operaciones de ambos lados. Así, en el caso de la compraventa, actúa a la vez como vendedor y comprador de la misma cosa, o en el caso del arrendamiento se "autoarrienda" el objeto del mismo, pagándose a sí mismo la renta del arriendo mientras utiliza la cosa arrendada.

## Causales de autocontratación
Principalmente, el autocontrato suele ocurrir cuando una de las partes es representante de otra, y realiza un acto en que el representante es una parte y el representado es otra.
Asimismo, puede haber autocontratación cuando una persona es representante de dos partes. Por ejemplo, un corredor de bolsa puede representar tanto al vendedor como al comprador, y así vender en nombre de uno y comprar en nombre de otro.

## Regulación en el derecho contractual
Debido al problema jurídico que esta figura representa, y para prevenir el conflicto de intereses que podría acarrear, es que se ha regulado el tema, limitando la aplicación del mismo en algunos casos, o prohibiéndose expresamente su aplicación en otros.

### Autocontrato prohibido
Las prohibiciones a la aplicación de esta figura dicen relación especialmente con la protección del patrimonio de ciertos incapaces ante las acciones de sus representantes.
Así, por ejemplo, el Código Civil chileno, el español o el argentino prohíben a los curadores adquirir a cualquier título los bienes de sus pupilos que deban vender, y a los mandatarios adquirir por sí o por persona interpuesta los bienes que su mandante ordenó vender.

### Autocontrato autorizado
Dada la naturaleza excepcional de las prohibiciones impuestas a la figura, se concluye que en general el autocontrato se halla permitido en virtud del principio de autonomía de la voluntad en cuanto a las modalidades de la contratación.